# Уам-Пенде
Уам-Пенде (фр. Ouham-Pendé; санго Sêse tî kömändâ-kötä tî Wâmo-Pendë) — префектура на северо-западе Центральноафриканской Республики.
- Административный центр — город Бозум.
- Площадь — 32 100 км², население — 325 567 человек (2003 год).

## География
Граничит на востоке с префектурой Уам, на юго-востоке с префектурой Омбелла-Мпоко, на юго-западе с префектурой Нана-Мамбере, на северо-западе с Камеруном, на севере с Чадом.
На территории префектуры Уам-Пенде находятся истоки восточного рукава реки Логон, река Пенде. На западе префектуры лежат плоскогорье Адамава с горными массивами Яде и Бакоре с вершинами до 1420 м (гора Нгауи, высшая точка страны) и 1242 м соответственно.

## Субпрефектуры
- Бокаранга
- Бозум
- Пауа